# Jezioro Długie (powiat szczycieński)
Jezioro Długie, Jezioro Domowe Duże (niem. Großer Haus-See) – jezioro w woj. warmińsko-mazurskim, w pow. szczycieńskim, w granicach administracyjnych miasta Szczytna, na obszarze Pojezierza Mrągowskiego.

## Hydronimia
Według urzędowego spisu opracowanego przez Komisję Nazw Miejscowości i Obiektów Fizjograficznych (KNMiOF) nazwa tego jeziora to Jezioro Długie. W różnych publikacjach i na mapach topograficznych jezioro to występuje pod nazwą Domowe Duże. Dawniej funkcjonowały także nazwy: Domowe k. Szczytna, Dom Duży, Szczycieńskie.

## Dane morfometryczne
Powierzchnia zwierciadła wody według różnych źródeł wynosi od 51,0 ha do 62,1 ha.
Zwierciadło wody położone jest na wysokości 140 m n.p.m. Średnia głębokość jeziora wynosi 2,8 m, natomiast głębokość maksymalna 5,4 m. Długość linii brzegowej wynosi 5300 m.
- Zlewnia bezpośrednia: 22,18 ha
- Zlewnia całkowita: 1310 ha

## Charakterystyka
- Na zachodnim krańcu bagniste pozostałości dawnego połączenia z jeziorem Szczycionek.
- Na wschodnim krańcu 50-metrowy kanał (rów) łączy z Jeziorem Domowym Małym.

- jezioro silnie zeutrofizowane
- ze wschodu zabudowania miejskie i roślinność parkowa, z zachodu pola uprawne
- na jeziorze są trzy nieduże podmokłe wyspy porośnięte trzciną
- w północno-wschodniej części duży półwysep zarośnięty roślinnością
- występuje ptactwo wodne, głównie łabędzie, kaczki, perkozy i rybitwy

## Rekreacja
- Na wschodnim krańcu jest piaszczysta plaża miejska, boisko do piłki plażowej, duże oświetlone molo z ławkami i stolikami.
- Nad jeziorem w okresie letnim organizowane jest kąpielisko strzeżone.
- Na wschodnim krańcu jest przystań wodna, ośrodek sportowy, w sezonie można wypożyczać sprzęt wodny (rowery, kajaki, żaglówki).
- Wschodnia część otoczona jest parkiem i zabudową miejską, są chodniki i ścieżki rowerowe. Część zachodnia otoczona jest polami uprawnymi.
- Dookoła jeziora powstała ścieżka rowerowa i piesza, oświetlona i z ławkami.

## Wędkarstwo
- typ jeziora: linowo-szczupakowy
- najczęściej występujący gatunek – okoń, sandacz
- całkowity zakaz łowienia w trzcinowiskach (lęgi ptaków)
- okresowo zarybiane, np. sumem
- populacje rosnące: płoć, leszcz, karp, sum, sandacz, okoń
- populacje malejące: wzdręga, lin, karaś, amur, szczupak
- ilość wędkarzy – średnia

## Degradacja
W oparciu o badania przeprowadzone w 2004 roku wody jeziora zaliczono do wód pozaklasowych.
Za czasów niemieckich jeziora były bardzo czyste i zadbane, przy Jeziorze Dużym było kąpielisko, kąpano się także w jeziorze Małym.
Jezioro wykazuje cechy zbiorników silnie zeutrofizowanych, z zakwitami glonów, odczynem przekraczającym pH 9 i zawartością chlorofilu ponad 50 mg/m³ w warstwach powierzchniowych oraz wysokim stężeniem związków organicznych i biogennych.
Jest bardzo podatne na degradację (III kategoria) i ma dość niekorzystne położenie – część zlewni jest zurbanizowana. Woda deszczowa z części miasta spłukiwana jest do jezior. Większość wody wpada do Jeziora Małego, jednak kilka kolektorów burzowych ma ujścia w Domowym Dużym.

## Rewitalizacja
Od lat mówi się o rewitalizacji jezior. Pierwsze plany związane były z wykopaniem rowu, który połączyłby jezioro z jeziorami Szczycionek i Sasek Wielki. Kilkadziesiąt lat temu istniało połączenie ze Szczycionkiem, jednak pozostały tylko jego pozostałości.
W kolejnych latach pomysł rowu powracał, ale pojawiały się także inne:
- mechaniczne czyszczenie dna jeziora
- chemiczne czyszczenia dna
- napowietrzanie wody
- wymuszanie ruchu wody

Od 2010 roku prowadzona jest jego rekultywacja pod nadzorem naukowców Uniwersytetu Warmińsko-Mazurskiego w Olsztynie. Dzięki zabiegom związanym ze strącaniem związków fosforu udało się zahamować proces eutrofizacji. Osiągnięta już większa przezroczystość i parametry fizykochemiczne wody pozwoliły na otwarcie w 2011 roku kąpieliska, które spełnia wszystkie warunki, jakie na organizatora taki obiektów narzuca polskie i unijne prawo.